# Bistum Piracicaba
Das Bistum Piracicaba (lateinisch Dioecesis Piracicabensis, portugiesisch Diocese de Piracicaba) ist eine in Brasilien gelegene römisch-katholische Diözese mit Sitz in Piracicaba im Bundesstaat São Paulo.

## Geschichte
Das Bistum Piracicaba wurde am 26. Februar 1944 durch Papst Pius XII. mit der Apostolischen Konstitution Vigil Campinensis Ecclesiae aus Gebietsabtretungen des Bistums Campinas errichtet und dem Erzbistum São Paulo als Suffraganbistum unterstellt. Am 19. April 1958 wurde das Bistum Piracicaba dem Erzbistum Campinas als Suffraganbistum unterstellt. Das Bistum Piracicaba gab am 29. April 1976 Teile seines Territoriums zur Gründung des mit der Apostolischen Konstitution De superna animarum errichteten Bistums Limeira ab.

## Bischöfe von Piracicaba
- Ernesto de Paula, 1945–1960
- Aniger de Francisco de Maria Melillo, 1960–1984
- Eduardo Koaik, 1984–2002
- Moacyr José Vitti CSS, 2002–2004, dann Erzbischof von Curitiba
- Fernando Mason OFMConv, 2005–2020
- Devair Araújo da Fonseca, seit 2020

## Einzelnachweise

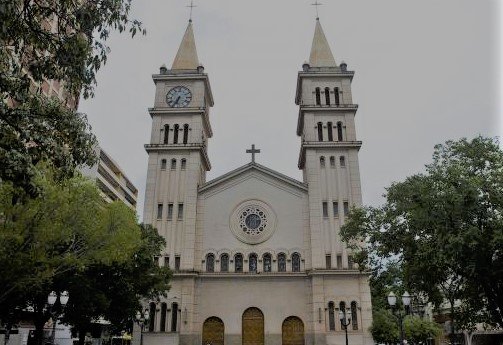
Kathedrale Santo Antônio in Piracicaba